# كريستين سانت بيير
كريستين سانت بيير (بالفرنسية: Christine St-Pierre)‏ (و. 1953  م) هي صحفية، وسياسية كندية، هي عضوةٌ حزب كيبيك الليبرالي.

## مناصب
تولت منصب عضو الجمعية الوطنية في كيبك ‏ (26 مارس 2007–)
- عضو الجمعية الوطنية في كيبك  [لغات أخرى]‏.[6]

## التعليم
تعلمت في جامعة دي مونكتون.